# 陶元珍

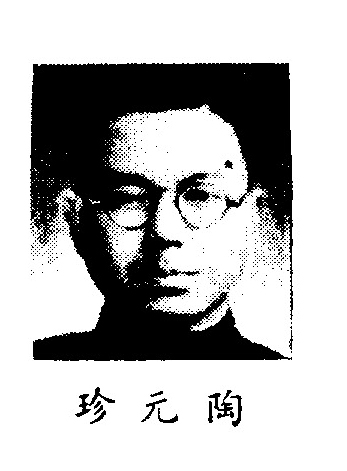

陶元珍（1908年—1980年6月30日），字云孙，生于山东省济南府历城县，祖籍四川省安岳县城南乡，中华民国历史学家。

## 生平
1927年考入成都大学预科甲部，并加入中国青年党。1930年考入国立武汉大学史学系。1934年夏毕业。毕业论文《三国食货志》在《燕京学报》发表，受到胡适、傅斯年赏识，1935年底由上海商务印书馆出版。1935年夏，考上北京大学研究院文科研究所史学部研究生。1937年卢沟桥事变爆发后南归四川。1938年至1949年先后在中央政治学校大学部任史学讲师、国立中山大学师范学院任史学教授、 遵义国立浙江大学史地系任教授、国立西北大学任史学系主任、国立湖南大学史学系主任。1946年冬，当选为制宪国民大会代表。1947年当选为第一届国民大会教育团体代表。1949年5月受国立台湾大学邀请离开大陆去台湾，任国立台湾大学历史系教授。1980年6月30日在台湾病逝。

## 著作
- 《魏晉史叢考》，陶元珍著。原書由南京獨立出版社出版，內有九篇魏晉史文章。後經陶世龍、陶世鴻重編成合輯。其中原書有〈東漢末北部漢族南遷考〉一篇已佚，重編時補充入陶元珍所著的同一類型文章〈兩漢之際北部漢族南遷考〉（不屬魏晉史）。〈劉備無鬚〉原文已佚，由陶元甘補作。
- 《三國食貨志》，陶元珍著，是其就讀武漢大學歷史系的畢業論文，發表於1934年，曾登載於《燕京學報》，共九篇。上海商務印書館在1935年出第一版，1989年台灣商務印書館再版。
- 《中國人物新論》，陶元珍著，是陶元珍教授抗日戰爭時為大眾寫的通俗的歷史人物介紹，1945年1月初版。原文為十一篇，再編時補加三篇。
- 《雲孫隨筆》，陶元珍著。「雲孫」取「雲門公之孫」意，乃陶元珍喜用之筆名，後復以為號，間用「雲深」或「雲蓀」。《雲孫隨筆》發表於1940年代出版的《經世季刊》、《國論》、《責善半月刊》、《民憲》等報刊、雜誌，後經陶世龍等人收集整理成冊。
- 《雲孫文存》，陶元珍著。收集了陶元珍部分史學著作和時評文章。

## 家庭
- 曾祖父：陶绍绪，进士，历任山东省高密县等县知县，后升任临清州知州、署济南府知府[1]。
- 祖父：陶先益，民国初年曾任安徽省凤阳县县长[1]。
- 姑祖母：陶先畹，字香九，清末民初女诗人[1]。
- 父：陶幼云，哥老会大哥，曾任救济院副院长、参议会议长等职[1]。
- 弟：陶元甘（1914年—1986年）历史学家，四川省文史研究馆馆员[1]。